# Khaled Al Qahtani
Khaled Ali Nasser Al Qahtani (16 de fevereiro de 1985) é um futebolista profissional kuwaitiano que atua como defensor.

## Carreira
Khaled Al Qahtani representou a Seleção Kuwaitiana de Futebol na Copa da Ásia de 2015.